# 薛松
薛松（1994年1月22日—），江苏镇江人，中国男子羽毛球运动员。

## 簡歷
2002年，薛松被送至江苏省少年羽毛球学校训练，至13岁时获得全国少年羽毛球单打、双打冠军。15岁時，他在香港羽毛球职业队训练2年，其後加入广东省欧派羽毛球俱乐部，获得全国羽毛球锦标赛单打的第三名。2011年选入中国国家羽毛球队。
2012年，薛松在世界青年羽毛球錦標賽男子个人单打比赛决赛中，以1比2（17-21、21-19、19-21）败於日本桃田賢斗，屈居亚军。
2013年，薛松參加澳洲羽毛球黃金大獎賽，首次出戰成人級別的國際賽，先後淘汰印尼的陶菲克和越南的阮進明；最後在决赛中以1比2（22-20、13-21、12-21）不敵國家隊隊友田厚威，屈居亞軍。在緊接舉行的紐西蘭羽毛球大獎賽中，薛松再次打進决赛，最後以1比2（16-21、21-16、17-21）負於日本的武下利一，再次错失冠军。
2014年1月，薛松出戰印度黃金大獎賽並打進男單決賽，最終以2比1（16-21、21-19、21-13）逆轉印度的斯里坎特·基达姆比，夺得了职业生涯首个黄金大奖赛冠军。
2016年3月，薛松於印度超級賽與桃田賢斗對戰時，因半月板撕裂退賽，復出後仍因頻受傷病困擾而時打時停。2021年1月1日，薛松在社交平台宣布退役。

## 主要比賽成績
只列出曾進入準決賽的國際賽事成績：
| 年份   | 賽事                 | 公開賽級別 | 項目     | 成績   |
| ------ | -------------------- | ---------- | -------- | ------ |
| 2013年 | 澳洲羽毛球黃金大獎賽 | 黃金大獎賽 | 男子單打 | 亞軍   |
| 2013年 | 紐西蘭羽毛球大獎賽   | 大獎賽     | 男子單打 | 亞軍   |
| 2013年 | 荷蘭羽毛球大獎賽     | 大獎賽     | 男子單打 | 準決賽 |
| 2014年 | 印度羽毛球黃金大獎賽 | 黃金大獎賽 | 男子單打 | 冠軍   |
| 2014年 | 中國羽毛球國際挑戰賽 | 國際挑戰賽 | 男子單打 | 準決賽 |
| 2014年 | 澳門羽毛球黃金大獎賽 | 黃金大獎賽 | 男子單打 | 冠軍   |
| 2015年 | 瑞士羽毛球黃金大獎賽 | 黃金大獎賽 | 男子單打 | 準決賽 |
| 2015年 | 印度羽毛球超級賽     | 超級賽     | 男子單打 | 準決賽 |
| 2016年 | 全英羽毛球首要超級賽 | 首要超級賽 | 男子單打 | 準決賽 |
| 2016年 | 印度羽毛球超級賽     | 超級賽     | 男子單打 | 準決賽 |

| 2007-2017年 | 首要超級賽 | 超級賽 | 黃金大獎賽 | 大獎賽 | 國際挑戰賽 | 國際系列賽 | 未來系列賽 | 其他 |

| 2018-2026年 | 總決賽 | 超級1000賽 | 超級750賽 | 超級500賽 | 超級300賽 | 超級100賽 | 國際挑戰賽 | 國際系列賽 | 未來系列賽 | 其他 |